# Horacio de la Peña
Horacio de la Peña (Buenos Aires, 1 de agosto de 1966) es un extenista argentino nacionalizado chileno. 
Como jugador consiguió cuatro títulos ATP en individuales y seis en dobles. Su superficie predilecta era el polvo de ladrillo y su fuerte personalidad le generó algunos inconvenientes durante su carrera como jugador. Una lesión crónica en uno de sus codos apresuró su retiro del tenis. Estuvo casado con la hija del multicampeón australiano Roy Emerson.
Después fue el entrenador de jugadores como los argentinos Gastón Gaudio, Franco Squillari, José Acasuso, Gastón Etlis, Martín Rodríguez, Martín Vassallo Argüello y los chilenos Paul Capdeville, Adrián García y Fernando González (a quien llevó hasta el top ten). También fue ayudante técnico del Equipo chileno de Copa Davis y del equipo chileno campeón de la Copa del Mundo por Equipos.
Su participación en el tenis data desde muy pequeño cuando en su ambiente familiar, este deporte era el favorito. Mostró sus cualidades y pasión por el mismo desde el inicio, interpretando rápidamente los factores de cómo aprenderlo y como competir. 
Viajó constantemente entre 1994 y 2007, concurriendo a 25 torneos del calendario anual ATP y es bien reconocido por el concierto internacional de jugadores, entrenadores, directores, directores de torneos, mánager, empresarios y ejecutivos.
Actualmente se desempeña como entrenador de Tomás Martín Etcheverry.

## Jugador
Se inició en la carrera profesional ingresando al circuito ATP en 1983 compitiendo por 13 años en el mismo.

Ha tenido 4 triunfos en singles en 2 torneos oficiales ATP: Marbella (1985) Florencia (1989) Kizbuhel (1990) Charlote (1993)

Ha sido finalista en singles en 2 torneos singles ATP: Bari (1986) San Pablo (1988)

Ha tenido 6 triunfos en Dobles en torneos oficiales ATP: San Pablo (1988) Florencia (1990) Barcelona (1991) Casablanca/Colonia (1992) Atenas (1993)

Ha sido finalista en dobles en 5 torneos oficiales ATP: Buenos (1987) Palermo (1990) Kitzuhel/Palermo (1992) México City (1993)

Ha integrado los equipos de Copa Davis de Argentina durante varios años.

## Entrenador
Como entrenador y capitán de equipos ha tenido buenos resultados: Copa ATP Dusseldorf 2002 (Campeón Argentina) entrenó a tres de los cuatro integrantes; Copa ATP Dusseldorf 2003 (Campeón Chile) capitán del equipo y entrenador de singlista 1; Equipo Copa Davis Chile, ayudante técnico del equipo (Vencieron a Venezuela/2003 Perú y Ecuador/2004 por 5-0). En este caso el dirige todo el funcionamiento aunque por ser extranjero, no puede sentarse en la silla Copa Davis. Dusseldorf 2004 (Campeón Chile). Capitán Técnico del Equipo. Sus jugadores participan en todas las superficies, si bien son nacidos en el polvo de ladrillo, su prioridad es que puedan jugar todo el año y ser reconocidos como jugadores completos.
Horacio tiene gran experiencia en el desarrollo de jugadores, su inserción profesional y su maduración en el circuito ATP.
Ha entrenado exitosamente a jugadores singlistas y doblistas, tales como: 
- Adrián García
- David Nalbandian
- Fernando González
- Franco Squillari
- Guillermo Coria
- Gastón Etlis
- Gastón Gaudio
- José Acasuso
- Lucas Arnold
- Mariano Puerta
- Martín García
- Martín Rodríguez
- Martín Vassallo Argüello
- Paul Capdeville
- Nicolás Massú
- Tomás Martín Etcheverry

## Organizador
Horacio ha complementado su actividad como entrenador con la de organizador y especialista en desarrollo de tenis, actuando:
La Asociación Argentina de Tenis (AAT), a cargo del programa de Alto Rendimiento y siendo miembro del Consejo Directivo de la AAT y ATP (1995/1996)

Integrando el equipo de organización AAT del evento de FedCup: Argentina vs. Alemania con sede en Tucumán (1995)

Organizando torneos para promocionar a las nuevas figuras y valores: Torneo Vallenger WTA-GEBA u$d 25.000 (1998) Future ITF GEBA u$d 10.000 (2003)

Dirigió durante 10 años el programa de Tenis del club Gimnasia y Esgrima de Buenos Aires, ubicado en pleno corazón de Buenos Aires, con 35 canchas de tenis, 27 profesores en el programa y más de 12.000 tenistas recreativos.

Tuvo la concesión del Country Club Mapuche de Argentina, con 25 canchas, 15 profesores a cargo.

Figuró como administrador en ese entonces por más de 5 años.

## Actualmente
La concesión del Estadio Israelita, desde el año 2006, con 11 profesores y 6 canchas.

La concesión de Hacienda Chicureo, con 10 canchas, y 6 profesores.

También actualmente tiene la concesión de Balthus, desde el año 2006.

Hace 3 años, es Director de Tenis del Programa de Desarrollo para la Municipalidad de Viña del Mar.

Integrando diversas empresas a los programas de tenis tales como: General Motors, American Express, Babolat, Telefónica, Le Coq Sportif, Bank Boston, City Bank y otras.
Desde 2021 organiza la gira de Challengers y Futures en Sudamérica "Circuito Dove Men+Care Legión Sudamericana".

## Títulos
| Leyenda                |
| Grand Slam (0)         |
| Tennis Masters Cup (0) |
| ATP Masters Series (0) |
| ATP Tour (4)           |

| N.º | Fecha               | Torneo    | Superficie    | Oponente en la final | Resultado       |
| --- | ------------------- | --------- | ------------- | -------------------- | --------------- |
| 1.  | 22 de abril de 1985 | Marbella  | Tierra batida | Lawson Duncan        | 6-0 6-3         |
| 2.  | 22 de mayo de 1989  | Florencia | Tierra batida | Goran Ivanišević     | 6-4 6-3         |
| 3.  | 30 de julio de 1990 | Kitzbühel | Tierra batida | Karel Nováček        | 6-4 7-6 2-6 6-2 |
| 4.  | 12 de abril de 1993 | Charlotte | Tierra batida | Jaime Yzaga          | 3-6 6-3 6-4     |

### Finalista
| N.º | Fecha                 | Torneo    | Superficie    | Oponente en la final | Resultado   |
| --- | --------------------- | --------- | ------------- | -------------------- | ----------- |
| 1.  | 7 de abril de 1986    | Bari      | Tierra batida | Kent Carlsson        | 5-7 7-6 5-7 |
| 2.  | 31 de octubre de 1988 | São Paulo | Dura          | Jay Berger           | 4-6 4-6     |

## Títulos Dobles
| Leyenda                |
| Grand Slam (0)         |
| Tennis Masters Cup (0) |
| ATP Masters Series (0) |
| ATP Tour (6)           |

| N.º | Fecha                    | Torneo     | Superficie    | Pareja           | Oponentes en la final                | Resultado   |
| --- | ------------------------ | ---------- | ------------- | ---------------- | ------------------------------------ | ----------- |
| 1.  | 31 de octubre de 1988    | São Paulo  | Dura          | Jay Berger       | Ricardo Acuña Javier Sánchez Vicario | 5-7 6-4 6-3 |
| 2.  | 11 de junio de 1990      | Florencia  | Tierra batida | Sergi Bruguera   | Luiz Mattar Diego Pérez              | 3-6 6-3 6-4 |
| 3.  | 8 de abril de 1991       | Barcelona  | Tierra batida | Diego Nargiso    | Boris Becker Eric Jelen              | 3-6 7-6 6-4 |
| 4.  | 16 de marzo de 1992      | Casablanca | Tierra batida | Jorge Lozano     | Girts Dzelde T. J. Middleton         | 2-6 6-4 7-6 |
| 5.  | 14 de septiembre de 1992 | Colonia    | Tierra batida | Gustavo Luza     | Ronnie Bathman Libor Pimek           | 6-7 6-0 6-2 |
| 6.  | 6 de septiembre de 1993  | Venecia    | Tierra batida | Juan Gisbert Jr. | Óliver Fernández Gilbert Schaller    | 6-1 6-3     |

### Finalista Dobles
| N.º | Fecha                    | Torneo       | Superficie    | Pareja        | Oponentes en la final               | Resultado   |
| --- | ------------------------ | ------------ | ------------- | ------------- | ----------------------------------- | ----------- |
| 1.  | 16 de noviembre de 1987  | Buenos Aires | Tierra batida | Jay Berger    | Tomás Carbonell Sergio Casal        | Walkover    |
| 2.  | 24 de septiembre de 1990 | Palermo      | Tierra batida | Carlos Costa  | Sergio Casal Emilio Sánchez Vicario | 3-6 4-6     |
| 3.  | 20 de julio de 1992      | Kitzbühel    | Tierra batida | Vojtech Flegl | Sergio Casal Emilio Sánchez Vicario | 1-6 2-6     |
| 4.  | 28 de septiembre de 1992 | Palermo      | Tierra batida | Vojtech Flegl | Johan Donar Ola Jonsson             | 7-5 3-6 4-6 |
| 5.  | 22 de febrero de 1993    | México       | Tierra batida | Jorge Lozano  | Leonardo Lavalle Jaime Oncins       | 6-7 4-6     |